# Río Saint Louis
El río St. Louis (del inglés: St. Louis River); en francés: rivière Saint-Louis; en español: Río San Luis es un corto río de los Estados Unidos que discurre por el estado de Minnesota, y desagua en el lago Superior. En su tramo final, forma la frontera con el estado de Wisconsin. Es el río más largo que fluye hacia el lago con 288 kilómetros de longitud y se origina en el lago Seven Beaver, cerca de Hoyt Lakes (Minnesota). La cuenca hidrográfica del río tiene 9412 km² de superficie. Cerca de los puertos gemelos de Duluth (Minnesota) y Superior (Wisconsin), el río se convierte en un estuario de agua dulce.
El río se suele considerar la fuente más lejana del sistema fluvial del río San Lorenzo, el colector de los Grandes Lagos (que estaría formado por la siguiente sucesión de ríos y lagos: río North – río Saint Louis – lago Superior – río St. Marys – lago Hurón – río Sainte-Claire – lago Sainte-Claire – río Detroit – lago Erie – río Niagara – lago Ontario- río San Lorenzo – estuario de San Lorenzo).

## Historia
Según Warren Upham, el nombre del río en idioma ojibwa es Gichigami-ziibi (río Gran-Lago). También hace constar:

El río fue probablemente llamado así por Pierre Gaultier de Varennes, sieur de La Vérendrye (1685-1749), que fue un explorador muy activo, en los años 1731 y hacia adelante, del vasto país desde el río Pigeon y el lago Rainy hasta los ríos Saskatchewan y río Misuri, estableciendo puestos comerciales y misiones. El rey de Francia en 1749, poco antes de la muerte de La Vérendrye, le confirió la cruz de St. Louis como un reconocimiento de la importancia de sus descubrimientos, y de ahí parece que venga el nombre del río St. Louis. En un mapa de Jean-Baptiste-Louis Franquelin (1688) y un mapa de Philippe Buache (1754), se le llama el río du Fond du Lac, y el mapa de Gilles Robert de Vaugondy (1755) y el de Jonathan Carver (1778) son los primeros en darle el nombre actual.

A mediados del siglo XX, el río St. Louis se convirtió en una de las vías fluviales más contaminadas del estado. Holling Clancy Holling, en su libro de 1942 Paddle-to-the-Sea, ilustró el estado de contaminación del río St. Louis. En 1975 el río se convirtió en un área de preocupación de la Agencia de Protección Ambiental. El río comenzó a limpiarse cuando se completó en 1978 una nueva instalación para el tratamiento de aguas residuales como parte del Western Lake Superior Sanitary District bajo Alexander Kok.[cita requerida] Durante los años 1980 y 1990, se hicieron limpiezas adicionales, y el río, actualmente, está considerablemente menos contaminado.